# VF-3000 クルセイダー
VF-3000 クルセイダー（ブイエフ さんぜん クルセイダー / Crusader）は模型企画「アドバンスド・バルキリー」やドリームキャスト用ゲーム『マクロスM3』などの「マクロスシリーズ」作品に登場する架空の兵器。戦闘機形態「ファイター」、中間形態「ガウォーク」、人型ロボット形態「バトロイド」の3形態に変形する可変戦闘機（ヴァリアブル・ファイター、Variable Fighter : VF）シリーズの一種。

## 概要
1982年のテレビアニメ『超時空要塞マクロス』に登場する可変戦闘機、VF-1 バルキリーはリアルな戦闘機が人型ロボットに変形するということで変形トイ、プラモデルともに高い人気を獲得した。同作は1984年の劇場版『超時空要塞マクロス 愛・おぼえていますか』にていったんは完結したが、航空機として進化した姿が見たいということから、バンダイの模型オリジナルの企画として「アドバンスド・バルキリー」が企画された。『マクロス』でバルキリーをデザインした河森正治によって新たに数種類のデザインが作られた。そのなかの一種、VF-3000はデザイン的にはVF-1に近く、この企画の中心的存在になる予定で模型も試作された。しかし、諸事情で企画は頓挫し、未発売に終わる。
当初の構想は「時代は西暦2000年を少し過ぎたくらい。舞台はアメリカになるでしょう。主に可変戦闘機を実験してテストしている「NOVA」という組織のテスト・パイロット達を主人公とした物です。」とされていた。
VF-3000はその後なかなか日の目を見なかったが、2001年に発売されたゲーム『マクロスM3』に一部デザインをリファインし「VF-3000 クルセイダー」として登場する。同作ではマクシミリアン・ジーナスとミリア・ファリーナ・ジーナスの夫婦の2014年から2030年までの活躍を描いており、それぞれのパーソナルカラーである青と赤に塗装された機体が登場する。

## 機体解説
第一次星間大戦で活躍した名機「VF-1 バルキリー」の発展機。VF-1は戦闘機の機動性に可変システムによる高い汎用性を付与した全領域兵器として開発されたが、この可変機構に機体容積を圧迫され、宇宙空間でのペイロードがとくに不足していた。苦肉の策としてスーパーパックなどの外装オプションも複数開発されたが、それでも火力や耐弾性は陸戦兵器のデストロイドシリーズに見劣りするものだった。のちに、これらの欠点を改善した新型機開発計画「アドバンスド・バルキリー開発計画」が提唱され、複数の開発プランが提案された。その一つとして誕生したのが、ストンウェル・ベルコム社製のVF-3000である。
VF-3000は機体そのものをVF-1より大型化（ストレッチ）することで全体的な強化を図った機種で、このことから「ストレッチ・バルキリー」の通称で呼ばれる。形状や変形方法はVF-1を踏襲しているが、機首が折れ曲がり後方に向くことでレドームの安全性を確保している。頭部はVF-1Jのようなゴーグルタイプのカメラを搭載し、右側に大口径レーザー砲を1門、左側にマウラー社製対空レーザー機銃を2門搭載した非対称の武装を装備している。試作機は独自形状の試作型ガンポッドを装備していた。VF-1では4基だった主翼の兵装ステーションも6基に増設されている。
完成した機体は予定通りVF-1を上回る性能を発揮したが、最終的には別チームが開発したVF-4 ライトニングIIIが制式採用されたため、量産は見送られ試作機が少数生産されるにとどまった。その後、ストンウェル・ベルコム社の航空機開発部門は新中州重工と合併し「新星インダストリー」を発足させ、後継機のVF-5000 スターミラージュを開発する。
試験機は2020年ごろに、新統合軍の特務部隊ダンシング・スカル隊にも配備され、マクシミリアン・ジーナス大尉、ミリア・ファリーナ・ジーナス中尉によって使用される。

## バリエーション
VF-X-3
VF-1の後継機種として、バルキリーの父と言われたクリス・J・タカトク大佐を開発主任とするチームによって設計された。完成すれば別チームが開発中だったVF-X-4を上回る性能を発揮したと言われている。実物大のモックアップも製作され、宇宙プラントにはパーツも発注されていたが、2010年の第一次星間大戦のボドル基幹艦隊による爆撃により開発施設は壊滅、タカトク大佐も行方不明となる。
VF-X3 スター・クルセイダー（メデューサ）
『超時空要塞マクロス リメンバー・ミー』ほか、ファミリーソフト社製PCゲームに登場。第一次星間大戦中に統合軍本部からの設計データをもとにマクロス艦内で試作された完全宇宙用要撃機。宇宙専用ということでファイター形態は主翼を持たず、変形後に両腕となる大型のビームランチャーを両翼に装備しており、さながら空飛ぶ円盤のような形状をしている。頭部はVF-1Aと同様の単眼タイプとなっている。主機はVF-1の3倍の出力を持たせる予定で、OTM由来の慣性制御システムを搭載することで負荷を軽減しようとした。しかし、当時の技術では慣性制御が不十分でパイロットの負担が大きく、試作段階で事故が多発したことから計画は中断された。変形機構やデザインはVF-1やVF-3000とは大きく異なる。ゲーム中では死亡事故を起こした機体であることから、正式なペットネームではなく、俗称であるメデューサ、またはメデューサ・バルキリーと呼称されている。
VF-3000 ダンシング・スカル所属機
『マクロスM3』に登場。特殊部隊ダンシング・スカル隊の配備機。腕部・背部・脚部にマイナーチェンジが施されている。ガンポッドはVF-1と同型のGU-11を装備するが細部の形状が異なる。機体カラーはマックス機が青、ミリア機が赤。
VF-3000B ボンバーバルキリー
VF-3000の爆撃機仕様。機体後部の尾翼は水平安定板と垂直安定板で組み合わされている。VF-3000と比べると全体に細長く、シャープになっている。頭部カメラは人間の目のような双眼タイプになっている。

## 関連書籍
ヴァリアブルファイター・マスターファイル VF-1 バルキリー 宇宙の翼 / ヴァリアブルファイター・マスターファイル VF-0 フェニックス 始まりの不死鳥
「ヴァリアブルファイター・マスターファイル」シリーズのVF-1 バルキリーとVF-0 フェニックスを扱ったムック。作品世界内で2030年、2040年のマクロスシティにおいて出版されたという設定のVFシリーズの研究書。VF-3000についても独自の視点で書かれているが、巻末にて公式設定ではないと断り書きが入っている。以下、本書のオリジナルバリエーション。
YVF-1000
2008年ごろからストンウェル・ベルコムで開始されたVF-1の後継機計画。設計は完成していたものの、2010年のボドルザー軌道爆撃で計画は白紙に戻される。第一次星間大戦後にアドバンスド･バルキリー計画により社内コードSR.VF-3000として再始動する。
YVF-3000
YVF-1000の計画を再生したVF-3000の試作型。
MD-3000-01
試作1号機。2011年9月に完成し大気圏内で試験飛行を行った。
MD-3000-02
試作2号機。1号機と同時期に製造され宇宙空間で試験飛行を行った。
VF-3000A
VF-3000の前期型。
VF-3000C
頭部のレーザー砲塔を左右ともに同じものを装備したタイプ。